# قطع الودي الصدري بالتنظير
منظار قطع الودي الصدري (أي. تي. إس) هو إجراء جراحي حيث يتم تدمير أجزاء معينه من جذع العصب الودي يستخدم أي تي إس في علاج فرط التعرق، احمرار الوجه، مرض رينود (الاعتلال الوعائي المجهول السبب) والحثل الانعكاسي الودي. إلى حد بعيد معظم الشكوى الشائعة عولجت عن طريق أي تي إس هي فرط التعرق الراحي أو (راحة الكفين). في هذا الاضطراب: الكفوف ربما تتعرق كثيرا وباستمرار حيث أن الشخص المصاب غير قادر على التعامل مع الورق، وتوقيع الوثائق، والحفاظ على الملابس جافه، أو المصافحة. والنتيجة في أغلب الأحيان تؤدي إلى خوف اجتماعي حاد جدا يسبب التعطيل.
قطع الودي الطبيعي يحطم بعض الأنسجة في أي مكان في أي من الجذعين الوديين الاثنين، والتي هي سلاسل طويلة من العقد العصبية التي تقع على جانبي العمود الفقري. كل جذع عصبي ينقسم بشكل واسع إلى ثلاث مناطق: العنقية (الرقبة) الصدرية (صدر) القطنيه (أسفل الظهر). المنطقة الأكثر شيوعا والمستهدفة هي المنطقة العليا للقطع الودي الصدري، ذلك الجزء هو سلسلة وديه وتقع بين الفقرات الأولى والخامسة للصدر.
وبالإضافة إلى المخاطر الطبيعية للجراحة، مثل النزيف والعدوى، والقطع الودي له مخاطر عدة محدده، مثل التغيرات السلبية في كيفية أداءالاعصاب.

## دواعي الاستعمال
أي تي إس هو الأكثر شيوعا لاستخدامه في علاج فرط التعرق الشديد في الجزء العلوي من الجسم، وظاهرة رينو، واحمرار الوجه.
وهناك تقارير من أي تي اس المستخدمة لتحقيق عودة التوعي الدماغي للمرضى الذين يعانون من مرض مايامويا (وهو مرض تضبب الدماغ بالصورة الشعائية) [2] ولعلاج الصداع، والشعب الهوائية الناشطة بشكل مفرط، [4] متلازمة كيو تي الطويلة [6] [7] [9] وغيرها من الحالات.
يمكن لقطع الودي الصدري تغيير كثير من وظائف الجسم، بما في ذلك التعرق (10)استجابات الأوعية الدموية (11)معدل ضربات القلب (13)(14)حجم الجلطة القلبية (16)(18)الانعكاس الضغطي للدرقيه (20)حجم الرئة (21)(23) اتساع حدقة العين، ودرجة حرارة الجلد، قشعريرة ومظاهر أخرى من الجهاز العصبي اللاإرادي، مثل القتال أواستجابة الطيران وردود الفعل يمكن أن تقلل من قدرة الجسم الطبيعي للمارسه. {26} {25} {24}

## طريقة الإجراء
قطع الودي يحتوي على أقسام من ادرينالي الفعل، كوليني الفعل والياف حسيه التي تفصل إلى مواد اريناليه أثناء عمليه تنظيم وظيفة العصب الحشوي (28) وهو يشتمل على تشريح الجذع الرئيسي الودي في المنطقة العليا من الصدر الجهاز العصبي الودي، وبالتالي انقطاع الرسائل العصبية التي عادة تتوجه إلى أعضاء مختلفة وكثيرة، الغدد والعضلات. ومن خلال هذه الأعصاب للجهاز العصبي اللاإرادي في أن الدماغ قادر على إجراء تعديلات في الجسم للاستجابة للظروف المتغيرة في البيئة، وتغير الحالات العاطفية، ومستوى الممارسة، وغيرها من العوامل للحفاظ على التوازن في الجسم.
عندما يقوم بالتنظير، الجراح تخترق تجويف الصدر، مما يحدث الثقوب حول قطر قشه بين أضلاعه. وهذا ما يسمح للجراح لادخال كاميرا الفيديو في فتحه واحدة وأداة جراحية في فتحه أخرى.
يتم قطع الودي من تشريح أنسجة الأعصاب من سلسلة الودي الرئيسية. طريقة التثبيت، كما اشار إليها المنظار الحصار الودي مثل (أي اس بي) تستخدم المشابك التيتانيوم حول الأنسجة العصبية، وطور في محاولة لجعل الإجراءات قابله للعكس. ومع ذلك، عكس طريقة إجراء التثبيت يجب أن في تؤدى في غضون فترة زمنية قصيرة بعد التثبيت (بضعة أيام أو أسابيع على الأكثر)، وا التحسن قد لا يكون كاملا.

## النتائج
الدليل الاكتر شيوعا لي لجراحة (أي تي اس) هو التعرق أو فرط التعرق، ومع ذلك، إحدى الدراسات على التعرق قبل شهر واحدو بعد شهر من (أي تي اس)أثبتت أن هذا الإجراء يزيد من الإنتاج الكلي للعرق في ساونا ساخنة. (30)
المجلس الوطني السويدي للصحة والرعاية اصدر البيان على نتائج العلاج ويقول: «هناك قدر كبير من الدراسات الدولية تظهر أن شق العصب السيمباتيكوتومي يعطي نتيجة إيجابية للغاية عندما يتعلق الأمر بعرق يدوي وأيضا آثار جانبية نادرة.» {31} رفع النقاد تساؤلات خطيرة حول منهجية هذه الدراسات. {32}
قطع الودي يعمل عن طريق تعطيل جزء من الجهاز العصبي اللارادي، من خلال تدميره جراحيا، وعرقلة الإشارات إلى الدماغ. العديد من غير أطباء (أي تي اس) وجدوا بان هذاسيصبح عرقله كاعراض اختلال شوكة الانف الاماميه (أي ان اس)يذهب إلى أبعد من تعطيل التنظيم الحراري. قطع الودي يمنع وقوع العديد من التغيرات الجسدية، وبالتالي، يمنع ردود الفعل الحسي لتلك التغيرات. (33)(35)
النتائج الدقيقة لي (أي تي اس) يستحيل التنبؤ بها، وبسبب الاختلافات التشريحية الكبير في وظيفة العصب الودي من مريض إلى آخر، وكذلك بسبب الاختلافات في الأسلوب الجراحي. النظام العصبي اللاإرادي لا يقوم بالتشريح بالضبط والاتصالات قد تكون موجودة مع أجزاء مختلفة من الجسم. وقد أثبتت هذه النظرية في الحقيقة أن عددا كبيرا من المرضى الذين لديهم قطع الودي لتعرق اليد قد لوحظ وجود انخفاض أو ندرة تعرق القدمين.
دراسات عن طريق (أي تي اس) حققت نسبة رضاءو ارتياح بمعدل 85-95 ٪ مع ما لا يقل عن 2 ٪ -19 ٪ اعتذرت عن العملية الجراحية، وتصل إلى 51 ٪ من المرضى الذين يشكون تراجع عن نوعية الحياة. {43} {41} {39} {37} دراسة واحدة تبين نسبة رضاء منخفضة تصل إلى 28.6. {45} معظم المرضى يبلغون عن ردود الفعل السلبية المختلفة نتيجة للعملية الجراحية. ومع ذلك، (أي تي سي)الجراح صامويل س اهن من جامعة كاليفورنيا يدعي «النجاح 100 ٪ بدون أي آثار جانبية سلبية». {47}
دراسة كبيرة من المرضى النفسيين عالجوا بهذه الجراحة وأظهرت انخفاض كبير في الخوف واليقظة والإثارة. (تيلرينتا، بوهاجافارا وآخرون. 2003، 2004). الاثارة أمر ضروري لوعي، في تنظيم الانتباه ومعالجة المعلومات والذاكرة والعاطفة. {48}
هذه الدراسة أيضا تثبت العديد من المرضى قد ادعوا، أن الجراحة تسبب تغيرات نفسية. لا يمكننا الحد من 'رداءة' الاستجابات العاطفية، مثل الخوف أو القلق. إذا كنت تريد التقليل من الاستجابات العاطفية، أنها سوف تؤثر على المدى الكامل للعواطف وكثافتها. بازالة معدل التغير في دقات القلب، العواطف هي أيضا 'تغطى'. {50}
العصب الحشوي واستقلال الوظائف هي المفتاح
لفهم العمليات النفسية.
بول د.ماكلين يعتقد أن التجربة العاطفية
يمكن أن تكون أدق وصف بأنها استجابة ل
المركب من المحفزات في الدماغ التي تتلقاها من
البيئة الخارجية، ونتيجة للتصورات المستمرة في العالم الخارجي، والأحاسيس الداخلية أو
ردود الفعل التي تنتقل إلى الدماغ من أعضاء الجسم
واجهزته.
جالين، جيمس وكانون... كلهم حفظوا العصب الحشوي (جسمي)
العمليات هي أساس العاطفة، وجزءا لا يمكن تجزئتها منها
الدماغ هو المسؤول عن السيطرة على المشاعر والخبرة
بسبب علاقاتها الانتقائية مع الأحشاء...المسار من
العواطف "في الأوعية الدموية" إلى "المشاعر في
الدماغ المقدم"قد تم الانتهاء أخيرا، وعلى طول كل خطوة
تحررنا من التصورات السابقة بشكل تيار شعبي عندما
اتخذت خطوة بريبرام خ. العواطف: تحليل السلوك العصبي، ص 16)
مرضى (أي تي اس)بدأوا دراسة استخدام بروتوكول الفشل المستقل الذي يرأسه ديفيد غولدشتاين، الطبيب الدكتور، كبير المحققين في المعهد القومي الأميركي للاضطرابات العصبية والسكتة الدماغية. وثق فقدان أداء الحرارة، بتر عصب القلب، وخسارة تضيق الأوعية الدموية.(52)
تكرار الأعراض الأصلية بسبب تجدد عصب أو تبرعم عصب يمكن أن يحدثا في غضون عام بعد الجراحة الأولى، التجديد يمكن أن يحدث بعد عام من الودي. تبرعم العصب، أو العصب الشاذ الذي ينمو بعد اتلاف العصب أو جرح الأعصاب قد يسبب اضرار أخرى فيما بعد. تبرعم العصب الودي يمكن أن يشكل اتصالات مع الأعصاب الحسية، ويؤدي إلى حالات ألم التي يتم بوساطة النظام العصبي السمبثاوي. في كل مرة يتم تشغيل النظام، يتم ترجمته إلى الألم.
هذا التبرعم وأداءه يمكن أن تؤدي إلى متلازمة فراي (في أمراض النكفة المهيجة للعصب الاذني الصدغي)، وهي معروفه تماما بعد تأثير الودي، عندما تنمو الأعصاب الوديه فانه يتزايد عصب الغدد اللعابيه. وهذا يؤدي إلى التعرق عند تناول الطعام. التذوق المختلف للمرضى يؤدي التعرق الوجهي الشاذ (الغريب هذا يحدث في المنطقة حيث أن الذين خضعوا لهذا الإجراء لا يستطيعون التعرق مرة أخرى طبيعيا). وبالنسبة للبعض يحدث فقط مع الطعام الساخن، والبعض الآخر، مع الساخن والحامض حتى من خلال تناول تفاحة، أو حلوى. الشم يمكن أيضا ان يسبب ردود افعال غير طبيعية، والحصول على إشارات مختلطة.
تجديد العصب والوصلات الشاذة اللاحقة هي الظواهر موثقة جيدا.
وقد يطلب من بعض المرضى تنظيم ضربات القلب الاصطناعي بعد تنمية بطء القلب (بطء ضربات القلب) كأثر جانبي لعملية جراحية. {58} {56} {54}

## المخاطر والجدل
ليس هنالك جراحه خالية من المخاطر، واي تي سي لديه مخاطر الجراحة العادية، مثل النزيف والعدوى، ومخاطر عدة محددة، مثل التغييرات في كيفية وظيفة الأعصاب. أثناء وبعد العملية قد يكون النزيف كبيرا في ما يصل إلى 5 ٪ من المرضى. {60} استرواح الصدر (انهيار الرئة) يمكن أن يحدث لي (2 ٪ من المرضى). {61}
تعويض فرط التعرق (التعرق) هو شائع على المدى الطويل، مما يسبب 1-2 في المئة من المرضى عند المراجعة يندموا على عمل العملية الجراحيه (62) معدلات اختلاف التعرق التعويضي شديدة كبيرة المدى بين الدراسات، تتراوح ما بين منخفضة 1.2 ٪ ويصل إلى أعلى درجه 30.9 ٪ من المرضى. {64} من هؤلاء المرضى الذين تطور لديهم هذا التاثير الجانبي، ونحو ربع من المرضى قالوا انها كانت رشيسيه ومعطله. {66}
أي تي سي يمكن أن يسبب الكربوسوندوسيس، والذي يشعر به المريض وكأنه أو أنها تعيش في جسدين منفصلين: واحد من نصف الجسم مخدر أو ميت، والنصف الآخر به نشاط مفرط لوظيفه العصب الودي (67)
مكتب الصحة الفنلندية للرعاية التكنولوجيه والتقييم في اضافت في 40 صفحة أن مراجعة منهجية الودي ترتبط بالمناظير الصدرية وعلى المدى الطويل توجد آثار سلبية وكبيرة. {69}
نقلا عن ما سبق ذكره (انظر النتائج) المجلس الوطني السويدي لشؤون الصحة والرعاية. البيان: "ان الطريقة تعطي دائما اثار جانبيه في بعض الحالات في البدء وستصبح واضحة بعد فترة من الزمن. واحدة من الآثار الجانبية قد تزيد العرق في أماكن مختلفة من الجسم. لماذا وكيف حدث هذا لا يزال غير معروف. ووفقا للبحث المتاح حوالي 25-75 ٪ من جميع المرضى يمكن أن يتوقعون الكثير أو القليل من العرق الخطير في أماكن مختلفة في اجسامهم، مثل الجذع ومنطقة الفخذ، وهذا هو التعويضي العرقي (71)
ومع ذلك، يذكر أيضا أنه في عملية البحث 0-10 ٪ يأسفون لعمل جراحه لهذا السبب. غيرها من الآثار الجانبية الموثقة هي عدم القدرة على رفع معدل ضربات القلب عند العمل بها فعليا. هذا في بعض الحالات أدى إلى انخفاض القدرة على أداء العمل والأنشطة اليومية. كما اشتكى بعض المرضى من عدم القدرة على التحكم في درجة الحرارة من الجسم، ومن تجاربهم هذا التعطيل قد يكون غير مريح لهم. ومع ذلك وصف وجود تغيير نمط التعرق لا يعطي صورة شاملة عن العجز عن التنظيم الحراري. العواقب المترتبة على هذا الانتقال وإلى ما هو أبعد من ذلك - عدم الارتياح برطوبة ملابسهم، في بعض الحالات تتقطر الملابس وتظهر في الأماكن العامة.
وانخفاض الكفاءة في الحفاظ على درجة حرارة الجسم الطبيعية في البيئات الحارة يتلائم مع انخفاض القدرة أو عدم القدرة الكاملة للعرق فوق خط الحلمة، نتيجة أي تي اس المشتركة عرضت لأول مرة من قبل الدكتور كوتزريف. لشخص بكامل ملابسه، إلا اليدين ومنطقة الجمجمة والعنق تكون عادة مكشوفه. في بيئة حارة، جسم الشخص العادي مرطب في المقام الأول عن طريق التبخر من بخار الماء من خلال المناطق الدافئة للبشره المكشوفة. وترتبط هذه المناطق مع الرأس والعنق، والتي في ظل ظروف دافئه جدا أو ممارسة نشطة، وتظهر بشكل واضح الرطوبة (العرق) تراكم كجزء من عملية التبريد. ولمرضى ال (أي تي اس) الذين فقدوا مقدرتهم على العرق من الجمجمة والعنق واليدين، -زيادة معدل حرارة الجسم يجب أن تكون مرفوضه عن طريق النتح /التعرق التي تنطوي على الجلد من الجزء الأسفل من الجسم. للأسف، هذا البشرة هي عموما تكون في انخفاض درجة الحرارة وعادة ما تغطيها الملابس—كل من العوامل التي تقلل من كفاءة التبريد وتكون النتيجة ضئيلة الحرارة. ويمكن أن ينتج احساس بالدفئ غير مريح، وتراكم العرق على مناطق واسعة من الجلد تحت الملابس. هذه هي نظرية واحدة على المسببات المرضية لهذه الظاهرة زادت بعد التعرق الودي. ومع ذلك واحد من رواد هذا الإجراء، وهو الدكتور لين، الذي أجرى أكثر من 7000 عمليه وضح فيها المنازعات على الطبيعة التعويضية ما يسمى التعرق التعويضي. ووفقا له هذه هي نتيجة دي واي اس للتنظيم الحراري تحت المهاد. وهو يعترض على استخدام "التعويضي" فيراه مضلل كمصطلح. الظاهرة المتعرقة ما بعد الجراحة هي رد منعكس بين النظام الودي وتحت المهاد "ومما لا ريب فيه انه ليس آلية تعويضية. ويستخدم مصطلح "العرق المنعكس " بدلا من التعرق التعويضي. تحت المهاد هي مركز النظام العصبي اللاإرادي، الأمر الذي يؤثر العقل البشري، عقلية ونظام الغدد الصماء. لهذا السبب، أكد الدكتور لين بان، " جراحة المناظير الوديه يساعدنا على فتح بوابة لنظام عصبي مستقل ".
هناك خلاف كبير بين جراحي أي تي اس حول أفضل طريقة جراحية، والموقع الأمثل لتشريح الأعصاب، وبالنسبة لطبيعة ومدى الآثار الأولية يترتب على ذلك آثار جانبية. اظهر الإنترنت الآن العديد من المواقع التي يديرها الجراحون الذين يثنون على مزايا أي تي اس مدعمة بشهادات المرضى. ومع ذلك، هناك أيضا العديد من المواقع التي تديرها ضحايا (أي تي اس)المعوقين الذين يشكون من ردود الفعل السلبية الشديدة وعدم وجود موافقة على اطلاع كاف. العديد من المنتديات على الإنترنت ناقشت موضوع جراحة (أي تي اس)، حيث كانت آراء المرضى ايجابيه وسلبيه عن الموضوع، ولكن بالنظر إلى أن هذا هو الجراحة الانتخابية لحالة حميدة، وحتى عدد قليل من المتاثرين بتاثير سيئ من عدد كبير من المرضى
في عام 2003، وحظرت (أي تي سي)في مسقطها، السويد، وذلك بسبب شكاوى الهائلة من المرضى المعوقين. في عام 2004، حظرت السلطات الصحية التايوانية عمل عمليات على المرضى الذين تقل أعمارهم عن 20 سنة من العمر. في بلدان أخرى هو عمليه غير منظمة إلى حد كبير. وعلى الرغم من انها لم تقييم للسلامة والآثار الضارة، الودي هو مدرج في نظام الفوائد الطبية، ومتوفر لعامة المرضى.
في عام 2006، مجموعة فاينوتا، الفنلندية لمكتب تقييم التكنولوجيا الصحية، أظهرت في استعراض أن هناك مؤشرات قوية من الآثار الجانبية نتيجة لهذه الجراحة. {73}
• لا للمراجعات المنهجية، التحليللات الفوقيه، أو التجارب السريرية التي قيمت
فعالية الودي الصدري بالمنظار لعلاج الخجل الوجهي
حيث حدد ومع ذلك، حددنا أربعة حالات مسلسله
المتعلقة بالطلب (دروت وآخرون. عام 1998، ريكس وآخرون. عام 1998، تيلارانتا 1998، يلماز وآخرون. 1996). هذه الدراسات أجريت في ثلاثة بلدان (السويد وفنلندا وهولندا).
• هذه الحالات الأربعة المسلسة لم تتعرض للانتقاد بسبب انها منكفئة
للانحياز ويعانون من مشاكل كبيرة في المنهجيات. هذه الدراسات
تمثل المستوى الرابع الأدلة وفقا لمعايير (ان اتش ام ار سي) وواحد منهم
لا ينبغي اظهار نتائج مؤكدة من النتائج التي توصلوا إليها.
• وحتى الآن، فإن المنافع أو الآثار الجانبية المرتبطة بالمنظار الصدري
الودي لعلاج احمرار الوجه لم يتم بشكل صحيح
تقييمه والأخطار عنه. (مركز الدكتور عمر أحمد للتأثير السريري مركز موناش الطبي بأستراليا)
التاثيرات السلبية الأخرى على المدى البعيد:
التغيرات في التركيب الدقيق لجدار الشريان الدماغي المستحثة من قبل مدة طويلة بازالة العصب الودي (74)
الودي يلغي المنعكس النفسي الغلفاني (76)
قطع الودي الرقبي يقلل من عدم تجانس تشبع الأكسجين في الأوردة الدماغيه الصغيرة (78)
ازالة العصب الودي هو واحد من أسباب تصلب منكييبيرغ (في الشرايين)(80)
T2 - 3 قمع الودي التحكم في انعكاس الضغط من معدل ضربات القلب في المرضى الذين يعانون من فرط التعرق الراحي. وينبغي أن نلاحظ أن استجابة انعكاس الضغط للحفاظ على استقرار القلب والأوعية الدموية يتم منعها في المرضى الذين تلقوا (أي تي اس)(81)
وحذر مرضى (أي تي اس)بان هذه الآليات قد تلعب دورا في تطوير ضربة الشمس المجهدة (82)
تغيرات مورفو تغير في عضلة القلب بعد الودي (84)
و لا طرف من الأطراف بعد دراسة الودي يمكن زيادة في انسياب الدم بشكل منعكس أن تنتج عن الحرارة، في معظم الحالات الاستجابة عكسيه، لوحظ انخفاضا في انسياب الدم. إحدى المرضى وثق قط العمود الفقري فوق الحبل النخاعي T5 يتصرف كأحد المواضيع مثل عملية قطع الودي (86)
التكييف للمتخلف علقيا لديناميكية الدم للبداية المفاجئة للتدريب بعد قطع الودي. السقوط الهام لتدفق التاجي المنحني يتناسب مع انخفاض عمل القلب نتيجة الودي الخارجي في الحالتين الراحة وتحت التمرين (88)
قطع الودي الكيميائية يرتبط مع زيادة الانبثاث الرئوي. {90}

## تاريخها
تطورت قطع الودي في منتصف القرن 19، عندما علمت أنه كان أن الجهاز العصبي اللاإرادي يعمل على جميع الأعضاء تقريبا، ونظام الغدد والعضلات في الجسم. وكان يظن أن هذه الأعصاب تلعب دورا في كيفية تنظيم الجسم للعديد من وظائف الجسم المختلفة في استجابتة للتغيرات في البيئة، وممارسة الرياضة والعاطفة.
أول عمليه قطع ودي اجراها الكسندر في عام 1889. {91} منذ أصبح جهاز العصب الودي معروف جدا لتاثيره على العديد من أجهزة الجسم، فالجراحة تؤدي إلى محاولة علاج العديد من الحالات، بما في ذلك الهبالة، تضخم الغدة الدرقية. الصرع والزرق والذبحة الصدرية. قطع الودي الصدري وضحت فرط التعرق (التعرق المفرط) منذ عام 1920، عندما كوتوزريف أظهرأنه يسبب اللا تعرق، (عدم القدرة الإجمالية لعرق) من أعلى خط الحلمة.(93)(94)
قطع الودي القطني تقدم أيضا، واستخدم لعلاج فرط التعرق في القدمين وغيرها من الأمراض، وسببت في العجز الجنسي عند الرجال قطع الودي القطني لا يزال يجري تقديمها كعلاج لفرط التعرق أخمصي، أو كعلاج لمرضى الذين لديهم نتائج سيئة (الحد الأقصى 'تعرق تعويضي') بعد قطع الودي الصدري لفرط التعرق الراحي أو الخجل، انخفاض ضغط الدم يوسع مخاطر قطع الودي
قطع الودي نفسه نسبيا سهل الأداء ؛ ولكن الوصول إلى الأنسجة العصبية في تجويف الصدر بالطرق الجراحية التقليدية صعبة ومؤلمة، ونتجت عده طرق مختلفه طورت طريقة الخلفية في عام 1908، وتطلبت استئصال جزئي (نشر إيقاف) من الأضلاع (95)أ الترقوي طريقة (فوق الترقوة) طورت في عام 1935، التي كانت أقل ألم من الطريقة الخلفية، ولكن كانت أكثر عرضة لإتلاف الأعصاب المهمة والأوعية الدموية (96)
وبسبب هذه الصعوبات، وبسبب تعطيل عقابيل المرتبطة بإزالة العصب الودي التقليدية أو «فتح» قطع الودي لم يكن إجراء شائع جدا، على الرغم من أنه لا يزال يمارس لفرط التعرق و، مرض رينود والاضطرابات النفسية المختلفة. مع الترويج لعملية جراحية دقيقة في 1940s، وسقط قطع الودي كشكل من اشكال الجراحة النفسية
اصدرت نسخه قطع الودي الصدري بالمنظار بابتكار من قبل غورين كلاس وكريستر دروت في السويد في أواخر 1980s. تطور المنظار «الحد الأدنى للانتشار» والتقنيات الجراحية اخفضت من وقت الشفاء من الجراحة وزادت من شعبيتها. اليوم، جراحة (أي تي اس) مورست في العديد من البلدان في جميع أنحاء العالم.
في منتصف 1990s مجموعة من المرضى (أي تي اس) السويديين اشتكوا من تعطيل وآثار جانبية وشكلوا منظمة (اف اف اس أو)(المعوقين من قبل عمليه قطع الودي). نمت المجموعة لأكثر من 300 عضو وعملهم أدى إلى إجراء حظرها في السويد. نقل اثنين من الجراحين الذي يعدان رائدان في هذه التقنية وهما، دوت وكلاس، ونقلت تجاربهما إلى السويد. لا يزالون يمارسون العملية الجراحيه

## الثقافة الشعبية
- البرنامج التلفزيوني الأميركي «تشريح غراي» اظهر (أي تي اس)لعمليه احمرار الوجه في حلقة بعنوان «تجعلني افقد السيطرة»(98)

## وصلات خارجية
المواقع المعادية للجراحة
- كوربوسونوسيس (مقال عن آثار جراحة (أي تي اس))
- الحقيقة حول (أي تي اس)
- (اف اف اس أو)-- الناس المعاقين بسبب قطع الودي
- مرضى جراحة ضد الودي

المواقع المؤيدة لعملية جراحية
- احصائيات (أي تي اس)جراحة فرط التعرق (أي تي اس)البديلة ومعالجة فرط التعرق والمناقشات